# داربيشير الغربية (دائرة انتخابية في المملكة المتحدة)
داربيشير الغربية (بالإنجليزية: West Derbyshire)‏ هي إحدى الدوائر الانتخابية في المملكة المتحدة الممثلة في مجلس العموم في برلمان المملكة المتحدة.
عضو البرلمان الذي يمثلها حالياً هو :Rt Hon Patrick McLoughlin (Con).